# Tillandsia loxichaensis
Tillandsia loxichaensis är en gräsväxtart som beskrevs av Renate Ehlers. Tillandsia loxichaensis ingår i släktet Tillandsia och familjen Bromeliaceae. Inga underarter finns listade i Catalogue of Life.